# محدودیت‌های مسافرتی دنیاگیری کووید-۱۹ در ایران

کشورهایی از جهان که مواردی از کووید ۱۹ متصل به خوشه ایران دارند.

تا روز پانزدهم اسفند ۱۳۹۸، ۲۸ کشور کانادا، لبنان، امارات متحده عربی، بحرین، کویت، عراق، افغانستان، عمان، پاکستان، گرجستان، چین، استونی، نروژ، اسپانیا، سوئد، بریتانیا، بلاروس، نیوزلند، آلمان، جمهوری آذربایجان، استرالیا، قطر، ارمنستان، ایالات متحده آمریکا، عربستان، مجارستان، تایلند، و هند اعلام کرده‌اند که افرادی مبتلا به کروناویروس را شناسایی کرده‌اند که از مبدأ ایران آمده‌اند. بسیاری از موارد ابتلا در کشورهای همجوار ایران مربوط به افرادی بود که برای زیارت اماکن مقدس شیعیان به ایران سفر کرده بودند.

## سرایت بیماری از ایران به دیگر کشورها
- در ۲ اسفند ۱۳۹۸، کانادا اعلام کرد که ششمین مورد از کروناویروس در این کشور، شخصی است که چند روز قبل، از مسافرت در ایران آمده‌ است.[۹]
- وزارت بهداشت لبنان روز جمعه ۲ اسفند ۱۳۹۸ اعلام کرد که اولین مورد مبتلا شده به کروناویروس در این کشور یک زن لبنانی است که به تازگی از ایران بازگشته است. مقام‌های وزارت بهداشت لبنان گفته‌اند تمام مسافرانی که از ایران برگشته‌اند، باید آزمایش پزشکی بدهند و دو هفته در قرنطینه باشند.[۱۶][۱۰] در روز هفتم اسفند، وزیر بهداشت لبنان گفته‌است دومین مورد ابتلا به کرونا در این کشور هم ایرانی بوده‌ است؛ او در پروازی بوده مورد اول ابتلا مسافر آن بود و از تهران عازم این کشور شده بود.[۱۷]
- شنبه ۳ اسفند ۱۳۹۸، وزارت بهداشت امارات خبر داد که دو ایرانی مبتلا به کرونا که از ایران آمده‌اند، در این کشور شناسایی شده‌اند.[۱۱]
- دوشنبه ۵ اسفند ۱۳۹۸، وزارت بهداشت بحرین از ثبت نخستین مورد ابتلا به ویروس کرونا در یک تبعه بحرینی خبر داد که از ایران بازگشته است.[۱] وزیر کشور بحرین به‌دلیل «پنهانکاری در مورد شیوع ویروس کرونا و مهر نزدن در گذرنامهٔ مسافران بحرینی» ایران را به حملهٔ بیولوژیک علیه آن کشور متهم کرد.[۱۵]
- در همین روز، وزارت بهداشت کویت از ثبت سه مورد ابتلا به کرونا در میان مسافران به این کشور خبر داد و اعلام کرد: یکی از مبتلایان سعودی و فرد دیگر از اتباع کویتی است که به ایران سفر کرده بود.[۱]
- وزارت بهداشت عراق نیز اعلام کرده‌است که اولین مورد ابتلا به ویروس کرونا در عراق، یک طلبه ایرانی ساکن شهر نجف مبتلا به ویروس کرونا است.[۳]
- فیروزالدین فیروز، وزیر صحت عامه افغانستان نیز در یک کنفرانس خبری بیان داشت که فردی که در افغانستان به کرونا ویروس مبتلا شده «وحید» نام دارد و از ولایت هرات در غرب افغانستان است و قبلاً به شهر قم کشور ایران، سفر کرده بود.[۳][۴]
- در روز ششم اسفند ۱۳۹۸، وزیر بهداشت عمان تأیید کرده‌است که ویروس کرونا به این کشور حوزه خلیج فارس هم رسیده‌ است. بر اساس گزارش دو زن که به تازگی به ایران سفر کرده بودند در عمان مبتلا به ویروس کرونا تشخیص داده شده‌اند.[۵][۱۸]
- در روز هفتم اسفند ۱۳۹۸، کشور پاکستان از شناسایی اولین مورد ابتلا به ویروس کرونا خبر داده و گفته‌است که مبتلایان به ایران سفر کرده بودند. بر اساس بیانیه مسئول هماهنگی با رسانه‌ها در وزارت رفاه و بهداشت پاکستان، این بیمار مردی ۲۲ ساله بود که در پی سفر به ایران به کرونا مبتلا شده بوده.[۲]
- در روز هفتم اسفند ۱۳۹۸، وزیر بهداشت گرجستان گفت که نخستین مورد ابتلا به کروناویروس در این کشور مربوط به یک شهروند این کشور است که بعد از خروج از ایران از مرز آذربایجان وارد گرجستان شده‌ است.[۲]
- در روز چهارشنبه ۷ اسفند ۱۳۹۸ مقامات کشورهای کانادا و لبنان از کشف و ورود موارد جدیدی از مبتلایان به کروناویروس از ایران را خبر دادند.[۱۹]
- در روز هشتم اسفند ۱۳۹۸، شبکهٔ تلویزیونی جهانی چین (CGTN) خبر داده که منطقهٔ خودمختار «نینگ‌شیا» در شمال غرب چین که تا امروز از کرونا پاک مانده بود، مورد مثبت کرونا پیدا شده‌است. فرد مبتلا از ایران به این منطقه سفر کرده‌ است.[۱۲]
- در همین روز، مقام‌های بهداشتی استونی نیز اعلام کردند که اولین مورد ابتلا به ویروس کرونا در فردی که از ایران به این کشور بازگشته، مورد تأیید قرار گرفته‌ است.[۷]
- در همین روز، مؤسسه سلامت عمومی نروژ از ابتلای ۳ نفر یه ویروس کرونا خبر داد که یک نفر در ایران و دو نفر در ایتالیا مبتلا شده‌اند.[۲۰]
- در همین روز، مقام‌های بهداشتی از اولین مورد ابتلا به ویروس کرونا در شهر وایادولید اسپانیا که یک مهندس ۲۸ ساله ایرانی بود خبر دادند.[۲۱]
- در همین روز، مقام‌های پزشکی استکهلم در سوئد ضمن تأیید اولین مورد ابتلا به ویروس کرونا در منطقه‌ی استکهلم اعلام کردند بیمار به تازگی از ایران به آن کشور وارد شده است.[۲۲]
- در روز نهم اسفند ماه ۱۳۹۸، وزارت بهداشت بریتانیا از نتیجه مثبت آزمایش کرونا دو نفر که از ایران به این کشور سفر کردند خبر داده‌ است.[۸]
- در همین روز، وزارت بهداشت بلاروس اعلام کرد که یک دانشجوی ایرانی که از باکو وارد شده مبتلا به کرونا بوده.[۸]
- در همین روز، وزارت بهداشت نیوزلند اولین مورد ابتلا به ویروس کرونا را در این کشور تأیید کرد. بر اساس گزارش‌ها این مورد زنی ایرانی نیوزلندی است که از ایران وارد نیوزلند شده‌ بود.[۸]
- در همین روز، سخنگوی یک بیمارستان در شهر کایزرسلاوترن آلمان اعلام کرد یک مرد ۳۲ ساله که اواسط فوریه از ایران بازگشته و روز گذشته به آن بیمارستان مراجعه نموده مبتلا به ویروس کرونا بوده‌ است.[۲۳]
- وزارت بهداشت جمهوری آذربایجان روز جمعه، ۹ اسفند ۱۳۹۸، تأیید کرد که یک شهروند روسیه که از ایران به آذربایجان آمده، مبتلا به ویروس کرونا است.[۶] همهٔ ۱۵ مبتلا به کرونا در جمهوری آذربایجان که تا ۲۲ اسفند شناسایی شده‌اند یا به ایران سفر کرده یا با مسافران بازگشتی از ایران در تماس بوده‌اند.[۲۴]
- جمعه شب ۹ اسفند ۱۳۹۸ مقامات ایالت کوئینزلند استرالیا اعلام کردند که یک زن ۶۳ ساله مستقر در شهر گلد کست که تازه از ایران برگشته است مبتلا به ویروس کرونا می‌باشد؛ بنابراین دولت استرالیا محدودیت‌هایی برای اتباع خارجی که از ایران به مقصد استرالیا سفر می‌کنند، باید دو هفته از خروج آنها از ایران برای ورود به استرالیا گذشته باشد. همین‌طور شهروندان استرالیایی و افراد مقیم در این کشور هم که از ایران سفر می‌کنند باید پس از ورود به استرالیا برای دو هفته در قرنطینه بمانند.[۲۵][۲۶]
- روز شنبه ۱۰ اسفند ۱۳۹۸ وزارت بهداشت قطر از نخستین مورد ابتلا به ویروس کرونا که یک فرد ۳۶ ساله قطری است که به تازگی از ایران بازگشته خبر داد.[۲۷]
- روز یکشنبه ۱۱ اسفند ۱۳۹۸ نیکول پاشینیان نخست‌وزیر ارمنستان در فیسبوک خود اعلام کرد: یک شهروند ارمنستانی ۲۹ ساله که در تاریخ ۲۸ فوریه از ایران بازگشته مورد آزمایش ابتلا به ویروس کرونا قرار گرفت و نتیجه آن مثبت اعلام شده.[۱۳]
- روز یکشنبه ۱۱ اسفند ۱۳۹۸ اندرو کوئومو، فرماندار ایالت نیویورک، تأیید کرد که یک شهروند زن سی و چند ساله که به تازگی سفری به ایران کرده بود به ویروس کرونا مبتلا شده‌است و در حال حاضر در خانه خود در قرنطینه قرار دارد.[۲۸]
- روز دوشنبه ۱۲ اسفند ۱۳۹۸ وزیر بهداشت عربستان نخستین مورد ابتلا به ویروس کرونا در آن کشور را تأیید کرد. به گزارش خبرگزاری رسمی عربستان، این فرد یک شهروند عربستان است که از ایران به بحرین و سپس به کشور خود سفر کرده‌ است.[۲۹]
- روز چهارشنبه ۱۴ اسفند ۱۳۹۸، نخست‌وزیر مجارستان اعلام کرد دو دانشجوی ایرانی نخستین موارد ابتلا به کرونای جدید در مجارستان هستند.[۳۰]
- روز پنجشنبه ۱۵ اسفند ۱۳۹۸، مقام‌های وزارت سلامت عمومی تایلند اعلام کردند دو مورد از مبتلایان به ویروس کرونا در آن کشور از ایران بازگشته‌اند. به گفته‌ی ایشان، یکی از این موارد یک مرد ۲۲ ساله چینی بوده که روز ۱۱ اسفند از ایران وارد آن کشور شده و به دلیل تب از فرودگاه به بیمارستان انتقال یافته است؛ و مورد دیگر یک مرد ۲۰ ساله تایلندی بوده که روز ۸ اسفند از ایران به کشور خود بازگشته و در تاریخ ۱۲ اسفند به بیمارستان مراجعه کرده است.[۳۱]
- در همین روز، مقام‌های هند یک مورد ابتلا به ویروس کرونا در قاضی‌آباد را تأیید کردند که سابقه‌ی سفر به ایران داشته است.[۳۲]

## اعمال محدودیت در مرزها
در ۲ اسفند ۱۳۹۸ عراق و کویت برای جلوگیری از شیوع این ویروس در کشورشان، پروازهای به ایران و بالعکس را به حالت تعلیق درآورده و مرزهای‌شان با ایران را بستند.
از روز یکشنبه ۴ اسفند ترکیه تمامی مرزهای زمینی خود را با ایران بست و مرزهای هوایی را یک طرفه کرد. مقامات ترکیه اعلام کردند از غروب یکشنبه هر ایرانی فاقد کارت سلامت اجازهٔ ورود به ترکیه را نخواهد یافت. همان روز پاکستان هم برای مقابله با شیوع ویروس کرونا، گذرگاه مرزی تفتان با ایران را بست. در این روز ترکمنستان نیز مرز خود با ایران را مسدود کرد و گرجستان پروازها از مقصد ایران به این کشور را متوقف کرد. نیکول پاشینیان نخست‌وزیر ارمنستان هم در همان روز اعلام کرد بعد از تشکیل جلسه فوری تصمیم گرفت که مرزهای خود را با ایران به صورت موقت ببندد و سفرهای هوایی را با ایران به مدت دو هفته به حالت تعلیق درآورد.
در ۵ اسفند ۱۳۹۸ عمان و تاجیکستان هم پروازهای خود به مقصد ایران را لغو کردند.
در ۶ اسفند، تست کرونای ۹ شهروند بحرینی که همگی از ایران به بحرین رفته بودند مثبت اعلام شد. پس از این اتفاق، بحرین نیز سفر شهروندانش به ایران را ممنوع کرد. هم‌زمان مقامات امارات اعلام کردند به مدت یک هفته تمامی پروازهای خود را از این کشور به ایران و بالعکس لغو کرده‌اند. این مدت قابل تجدید است.
روز چهارشنبه ۷ اسفند ۱۳۹۸ تمیم بن حمد بن خلیفه آل ثانی، امیر قطر، دستور داد تا شهروندان این کشور از ایران خارج شوند. همچنین روسیه صدور روادید برای ایرانیان را لغو کرد و تاتیانا گولیکووا، معاون نخست‌وزیر روسیه به شهروندان روسیه توصیه کرد که از سفر به ایتالیا هم پرهیز کنند. همان روز جاسیندا آردرن، نخست‌وزیر نیوزیلند، خبر داد که سومین آزمایش یک زن شصت و چند سالهٔ دو ملیتی ایرانی/نیوزلندی بعد از بازگشت از ایران مثبت شده و به‌همراه سه عضو خانواده و افرادی که در هواپیما امکان تماس با او را داشته‌اند، در قرنطینه به سر می‌برد.
روز پنج‌شنبه ۸ اسفند ۱۳۹۸ ادارهٔ کل هوانوردی غیرنظامی ترکیه اعلام کرد: «به دلیل شیوع ویروس کرونا در ایران، همه پروازهای مسافری و باربری به این کشور تا اطلاع ثانوی متوقف شده‌است.»
روز جمعه ۹ اسفند ۱۳۹۸ وزارت خارجه کانادا به کانادایی‌های مستقر در ایران هشدار داده، با توجه به گسترش شیوع ویروس کرونا در ایران خروج از این کشور سخت‌تر شده و بهتر است برای ترک ایران اقدام کنند.
روز شنبه ۱۰ اسفند ۱۳۹۸ مایک پنس: رئیس‌جمهوری امروز مجوز اعمال محدودیت مضاعف بر ایران را داد. از قبل ایرانی‌ها اجازه ورود به ایالات متحده را ندارند، اما این محدودیت سفر را تعمیم می‌دهیم و شامل تمامی شهروندان خارجی می‌شود که در ۱۴ روز گذشته به ایران سفر کرده‌اند.
روز دوشنبه ۱۲ اسفند ۱۳۹۸ سازمان بهداشت همگانی سوئد به دلیل «عدم کنترل دولت ایران بر شیوع کرونا به خارج از کشور» از دولت سوئد خواستار توقف تمام پروازها به ایران یا از ایران و لغو مجوز پرواز هواپیماهای ایران‌ایر برای ورود به کشور را شد.
روز سه‌شنبه ۱۳ اسفند ۱۳۹۸ مدیر بنادر کویت گفت که بندر دوحه بسته شده‌است چرا که می‌خواهند از هرگونه تماس با خدمه‌هایی که از ایران می‌آیند جلوگیری شود.